# Rhesala grisea
Rhesala grisea là một loài bướm đêm trong họ Noctuidae.